# Hybomitra okayi
Hybomitra okayi är en tvåvingeart som beskrevs av Leclercq 1967. Hybomitra okayi ingår i släktet Hybomitra och familjen bromsar.
Artens utbredningsområde är Turkiet. Inga underarter finns listade i Catalogue of Life.